# Marek Kejř
Marek Kejř (* 12. července 2001) je český fotbalový záložník, od roku 2019 hráč seniorské kategorie klubu FC Hradec Králové.

## Klubová kariéra

### FC Hradec Králové
Svoji fotbalovou kariéru začal v mužstvu FC Hradec Králové. V sezoně 2018/19 se propracoval do seniorské kategorie, kde však zpočátku nastupoval za juniorku. Následně hrál ještě za dorost a rezervu tehdy hrající Českou fotbalovou ligu (třetí nejvyšší soutěž). Svůj první ligový start v dresu "áčka" Hradce absolvoval 29. března 2021 ve 14. kole ročníku 2020/21 v souboji s Vysočinou Jihlava (výhra 4:0), na hrací plochu přišel v 86. minutě místo Petra Kodeše. Na jaře 2021 po 23. kole hraném 8. 5. 2021 postoupil s Hradcem po výhře 2:1 nad Duklou Praha z prvního místa tabulky do nejvyšší soutěže, kam se "Votroci" vrátili po čtyřech letech.